# Sông Tương
Sông Tương, còn gọi là Tương Giang hay Tương Thủy (tiếng Trung:  湘江 hay 湘水, pinyin: Xiāng Jiāng, Xiāng Shǔi; Wade-Giles: "hsiāng chiāng" hay "hsiāng shuǐ"), là một con sông chi lưu chính của sông Trường Giang, chảy qua tỉnh Hồ Nam, Cộng hoà Nhân dân Trung Hoa. Sông này có diện tích lưu vực 94.721 km², tổng chiều dài 948 km, lưu lượng bình quân 72,2 tỷ m³ một năm.

## Đầu nguồn
Phần thượng nguồn hệ thống sông Tương có hai nhánh lớn là nhánh phía Tây và nhánh phía Đông. Hai nhánh này hợp lưu tại đảo Bình Châu ở phía tây quận Linh Lăng.
Nhánh phía Tây, theo truyền thống được coi là đầu nguồn của sông Tương. Nó bắt nguồn từ ngọn núi gần thôn Thạch Trụ, hương Bạch Thạch, huyện Hưng An, Khu tự trị dân tộc Choang Quảng Tây, Trung Quốc thuộc dãy núi Hải Dương và sau đó chảy qua địa phận tỉnh Hồ Nam đổ vào hồ Động Đình.
Đoạn dòng chảy từ đầu nguồn này có tên là sông Hải Dương (海洋河). Tại Bộc Phụ Đầu trong huyện Đông An, Vĩnh Châu thì chảy theo hướng bắc, sau đó nhận thêm nước từ các sông: Tử Thủy, Thạch Kỳ Hà, Tiêu Thủy, Ứng Thủy, Kỳ Thủy và Bạch Thủy. Như là dòng chính truyền thống, nhánh phía tây bị nghi vấn rộng khắp tỉnh Hồ Nam theo Điều tra nguồn nước Trung Quốc năm 2011.
Nhánh phía Đông cho tới nay được gọi là sông Tiêu. Con sông này bắt nguồn từ đỉnh Dã Cẩu (野狗岭), hương dân tộc Dao Tử Lương (từ 31/12/2016 là hương dân tộc Dao Tương Giang Nguyên), huyện Lam Sơn, địa cấp thị Vĩnh Châu, tỉnh Hồ Nam.
Trong năm 2011 Cục Thủy lợi tỉnh Hồ Nam lần đầu tiên tiến hành điều tra mối quan hệ giữa dòng chính và các chi lưu của hệ thống sông Tương. Viện Nghiên cứu Khoa học Thủy lợi Nam Kinh đã tính toán chính xác các dữ liệu liên quan tới con sông này, như chiều dài sông, diện tích lưu vực và lưu lượng bình quân nhiều năm của các chi lưu chính phía trên Bình Đảo (đảo trên sông tại Vĩnh Châu) trên sông Tương. Theo các kết quả được công bố thì dòng chính trước Linh Lăng là sông Tiêu, hay đầu nguồn sông Tương phải là đầu nguồn sông Tiêu chứ không phải tại Hưng An như truyền thống công nhận.
Sau khi xác định lại, sông Tương có chiều dài tổng cộng 948 km và diện tích lưu vực 94.721 km².
Từ Linh Lăng tới Tương Âm về cơ bản sông chảy theo hướng tây nam - đông bắc.
Tại Hành Dương sông Tương nhận thêm nước từ  Chưng Thủy và Lỗi Thủy. Tại huyện Hành Sơn nhận nước từ Mễ Thủy. Tại Lục Khẩu nhận nước từ Lục Thủy. Tại Tương Đàm nhận nước từ Liên Thủy. Tại thành phố Trường Sa thì nhận thêm nước từ Lưu Dương Hà và Lao Lực Hà; tại Tân Khang của quận Vọng Thành nhận thêm nước từ Duy Thủy (沩水). Đến Hào Hà Khẩu ở huyện Tương Âm thì Tương Giang phân thành hai dòng cùng đổ vào hồ Động Đình.

## Đặc điểm
Hệ thống sông Tương nằm ở phía nam Trường Giang, phía bắc Ngũ Lĩnh. Về phía đông có phân giới với hệ thống sông Cám là dãy núi La Tiêu, về phía tây qua dãy núi Hành Sơn là sông Tư.
Các chi lưu chủ yếu nhập vào từ phía đông có Tiêu Thủy, Thung Lăng Thủy, Lỗi Thủy, Mễ Thủy, Lục Thủy và Lưu Dương Hà; còn chi lưu nhập vào từ phía tây là Kì Thủy, Chưng Thủy, Quyên Thủy, Liên Thủy, Duy Thủy.
Phần lớn lưu vực sông Tương là đồi núi nhấp nhô cũng như các bình nguyên và thung lũng bồn địa sông suối.Phía hạ du từ Trường Sa đến cửa sông là bình nguyên bồi tích (đồng bằng phù sa) tương đối lớn, kết nối với các bình nguyên cửa sông Tư, Nguyên, Lễ thành một dải bình nguyên, gọi là bình nguyên Tân Hồ.
Chênh lệch cao độ giữa thượng du và hạ du của hệ thống sông Tương là không lớn, nhưng độ nhấp nhô uốn lượn gia tăng tốc độ thu thập nước mưa. Các chi lưu phía thượng du chảy trong khu vực miền núi và thể hiện các đặc tính của sông ngòi miền núi. Theo quy ước, từ Vĩnh Châu tới thượng nguồn là thượng du. Tại đây nước chảy nhanh và con sông đôi khi chảy xuyên qua các vách đá để tạo thành các hẻm núi. Khu vực này có nhiều đá vôi nên hình thành nhiều hang động và lượng nước ngầm cung cấp cho sông ở mức cao. Trung du tính từ Vĩnh Châu tới Hành Dương. Các đồi núi dọc hai bờ sông cũng nhấp nhô và vùng bồn địa có rải rác các hẻm núi. Từ Hành Sơn trở xuống là hạ du. Địa hình tại đây bằng phẳng và dòng chảy ổn định nhưng chậm, và các doi cát dọc con sông này đôi khi lộ rõ. Khu vực cửa sông có nhiều hồ lớn nhỏ khác nhau, phần lớn là phần sót lại của hồ Động Đình trước đây.

## Tam Tương
Tam Tương là tên gọi chung để chỉ các khu vực đất đai chính trong tỉnh Hồ Nam, và tên gọi Tam Tương đại địa thường được sử dụng để chỉ tỉnh Hồ Nam. Tuy nhiên, không có sự thống nhất về ý nghĩa chính xác của Tam Tương.
Một thuyết cho rằng Tam Tương bao gồm Li Tương, Tiêu Tương và Chưng Tương; tương ứng với ba đoạn lưu vực sông Tương; trong đó lưu vực thượng du là Li Tương, đoạn từ nơi hợp lưu của sông Tiêu Thủy đến nơi hợp lưu của sông Chưng Thủy gọi là Tiêu Tương và đoạn từ nơi sông Chưng Thủy hợp lưu đến hồ Động Đình gọi là Chưng Tương.
Nhà thơ đời Tấn là Đào Tiềm (365-427) trong "Tặng Trường Sa công tộc tổ" có viết: "Diêu diêu Tam Tương, thao thao cửu giang" (Tam Tương xa xa, chín sông cuộn chảy). Ghi chép của Đào Chú (1779-1839) giải nghĩa thêm: "Từ nơi phát nguyên sông Tương đến nơi hợp với sông Tiêu gọi là Tiêu Tương; từ Lăng Tử khẩu đến nơi gặp Tư Thủy là Tư Tương; về phía bắc đến nơi gặp Nguyên Giang gọi là Nguyên Tương".

## Các đô thị chính
Các đô thị lớn nằm dọc theo sông Tương có Vĩnh Châu, Hành Dương, Chu Châu, Tương Đàm, Trường Sa, Nhạc Dương.

## Thần thoại
Người ta cho rằng vị thần bảo trợ con sông này là Tương phi, tức là Nga Hoàng và Nữ Anh - hai vị phi của vua Thuấn. Do đau buồn vì cái chết của vua Thuấn mà hai bà đã nhảy xuống sông Tương tự vẫn. Nước mắt của các bà rơi vào các cây trúc nên để lại vết trên thân cây. Trúc này gọi là Tương trúc, tức trúc đốm (Phyllostachys bambusoides f. lacrima-deae)

## Trong cuộcVạn Lý Trường chinh
Trong cuộc Vạn lý Trường chinh, ngày 21 tháng 10 năm 1934, Hồng quân Công nông Trung Quốc vượt qua vòng vây đầu tiên của Quốc quân tại vùng cực nam của Giang Tây. Tại đây họ gặp một sức kháng cự yếu ớt của một đơn vị quân Quốc dân đảng. Khi biết được cuộc di chuyển của Hồng quân, Thống chế Tưởng Giới Thạch ra lệnh truy kích. Ngày 30 tháng 10, họ Tưởng phong sứ quân Hồ Giản của tỉnh Hồ Nam làm Tổng tư lệnh lực lượng truy kích, và yêu cầu Hồ Giản kết hợp với Sử Du và Chu Hùng Viện hai tướng thiện chiến đem 15 sư đoàn bao vây và phục kích Hồng quân tại sông Tương Giang thuộc địa phận huyện Đạo tỉnh Hồ Nam và huyện Toàn Châu tỉnh Quảng Tây.
Trận đánh sông Tương Giang kéo dài một tuần lễ, từ ngày 25 tháng 11 đến ngày 3 tháng 12 đã gây ra thiệt hại to lớn cho Hồng quân Trung Quốc. Sư đoàn Thanh niên cộng sản, Sư đoàn 34, Trung đoàn 18 của Quân đoàn 3 và phần lớn Quân đoàn 8 bị quân Quốc dân đảng tiêu diệt hoàn toàn. Sư đoàn 1 có 2800 binh sĩ lúc khởi đầu cuộc Trường Chinh, nhưng khi qua sông Tương Giang chỉ còn lại 1400 người. Nguyên soái Lưu Bá Thừa nhận định: "Mặc dầu Hồng quân vượt qua được sông Tương Giang, nhưng phải trả một giá quá đắt. Hơn phân nửa hồng quân bị tiêu diệt". Rất nhiều dụng cụ như máy chiếu điện, súng lớn, máy phát điện phải ném xuống sông Tương Giang. Trận Tương Giang là trận đánh dữ dằn và đẫm máu nhất của Hồng quân trong suốt cuộc Vạn Lý Trường Chinh.
Sau trận đánh tại Tương Giang, tinh thần của quân lính rất ảm đạm, các chỉ huy hồng quân trở nên bất mãn, tức giận và mong muốn một sự thay đổi quyền lãnh đạo. Đúng lúc đó Mao Trạch Đông trình bày một kế hoạch mới để cứu vãn 30 ngàn hồng quân khỏi bị tiêu diệt hoàn toàn. Mao đề nghị:
- Loại bỏ kế hoạch tiến thẳng 250 dặm nữa về phía bắc, vượt qua Hồ Nam để tới căn cứ của tướng Hạ Long; chuyển hướng về căn cứ của Trương Quốc Đào tại phía bắc Tứ Xuyên. Căn cứ của Trương Quốc Đào rộng đến 40 ngàn kilômet vuông, có 3 triệu rưỡi dân và 80 ngàn quân, được trang bị và huấn luyện tốt. Căn cứ này xa hơn nhiều nhưng bảo đảm được sự sống còn của Hồng quân.
- Đốt bỏ những tài liệu văn khố nặng nề đang mang theo, chôn giấu những máy móc cồng kềnh và những vũ khí thặng dư.
- Số hồng quân sống sót chuyển biến thành một lực lượng nhẹ nhàng, hoạt động mau lẹ, tiến quân và chiến đấu linh động hơn.

Đề nghị của Mao được chấp thuận, đây là một chuyển hướng quan trọng cho sự thành công của cuộc Vạn Lý Trường Chinh.